# 킨징
킨징(브라질 포르투갈어: quindim)은 브라질의 후식이다. 아몬드 대신 코코넛이 들어간다는 점을 빼면 포르투갈의 브리자 두 리스와 거의 흡사한 푸딩이다.

## 이름
어원은 알려지지 않았다. "킨징, [kĩˈdʒĩ]"은 브라질 포르투갈어 발음이며, 유럽 포르투갈어 발음은 "킨딩, [kĩˈdĩ]"이다.

## 만들기
잘 익은 코코넛 과육을 긁개로 긁은 다음, 설탕과 녹인 버터를 섞는다. 체에 받쳐 내린 달걀 노른자를 섞고, 버터를 바르고 설탕을 뿌린 푸딩 틀에 부어 오븐에서 중탕해 낸다. 

## 같이 보기
- 베빙카
- 플란